# Paul Stankiewicz
Johann Paul August Stankiewicz (* 19. April 1834 in Guhrau; † 28. April 1897 in Schöneberg bei Berlin) war ein deutscher Kunstmaler.

## Leben
Paul Stankiewicz wurde in der katholischen Kirche im schlesischen Guhrau (heute Góra in Polen) getauft. Sein Vater war der Schlossermeister Paul Stankiewicz. Seine Mutter Renata Stankiewicz, geborene Hellmann, war 1799 ebenfalls in Guhrau geboren worden. Johann Paul August Stankiewicz wuchs in finanziell bescheidenen Verhältnissen auf. Schon früh zeigte sich seine malerische Begabung.
Im Jahr 1846 wurde er dem Weihbischof Daniel Latussek vorgestellt, in dessen Anwesenheit er ein Tableau fertigte. Auf dem Kalvarienberg von Guhrau befinden sich zwei Kapellen, einmal die Fronleichnamskapelle mit ihrem Anbau Heilige Stiege und zum anderen eine Friedhofskapelle (Aufbahrungskapelle). Der Altarraum in der Heilige Stiege und die Friedhofskapelle sind von Stankiewicz völlig ausgemalt worden, vermutlich 1859 bei der Restaurierung des Fronleichnam-Kreuzwegs.
Finanzielle Mittel für ein Studium nach seiner Schulzeit konnten aufgrund verschiedener Todesfälle nicht erbracht werden. Nach einer Stubenmalerlehre und anschließenden Gesellenjahren zog er 1856 mit dem wenigen Ersparten nach Berlin, um dort zu studieren. 1860 gelang es ihm, durch finanzielle Unterstützung von Fürstbischof Heinrich Förster sein Studium in Rom fortzusetzen. 1862 kehrte er nach Berlin zurück und durfte im gleichen Jahr in der Akademie der Künste ausstellen. Dieses wiederholte sich 1868 und 1874.

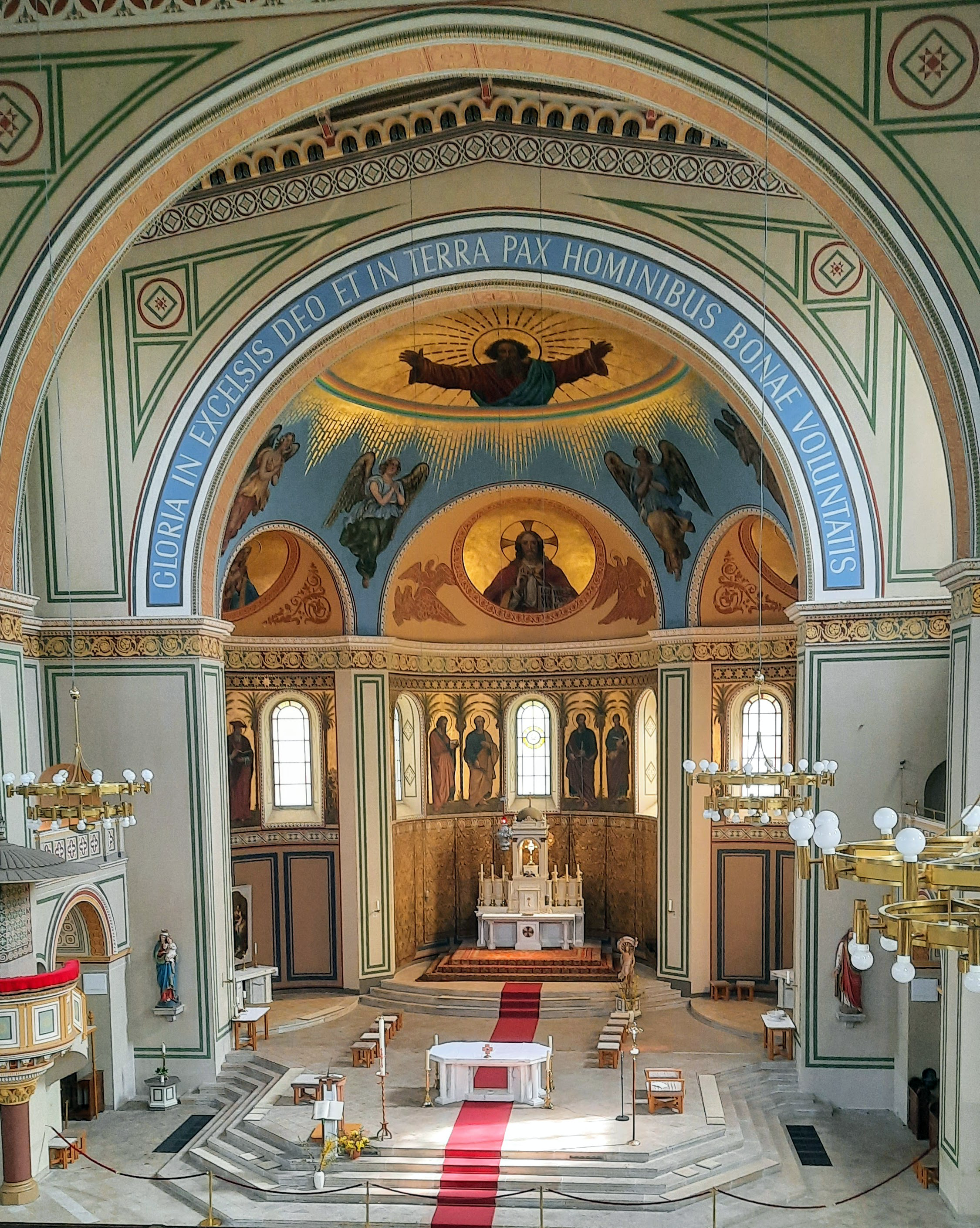
Apsis der katholischen Propsteikirche St. Peter und Paul in Potsdam

1866 erhielt er den Auftrag, die St. Nikolaus-Kirche in Deutsch Krone auszumalen. Aufträge für fünf weitere Ölgemälde für diese Kirche folgten. 1870 erhielt er den Auftrag, die Apsiden in der St.-Peter-und-Paul-Kirche in Potsdam auszumalen. Im Jahr 1872 beauftragte ihn Kaiser Wilhelm I., ein Altarbild für die neuerbaute Elisabethkirche (heutige Christus- und Garnisonkirche) in Wilhelmshaven zu schaffen. 
Danach folgten vor allem viele Porträtaufträge aus dem Kaiserhaus und durch Persönlichkeiten des öffentlichen Lebens. So porträtierte er zum Beispiel den Generalleutnant und Geodäten Johann Jacob Baeyer. 1878 erhielt der Künstler den Auftrag, den Forscher und Chemiker Philipp Carl Sprengel (1787–1859) posthum zu malen. 

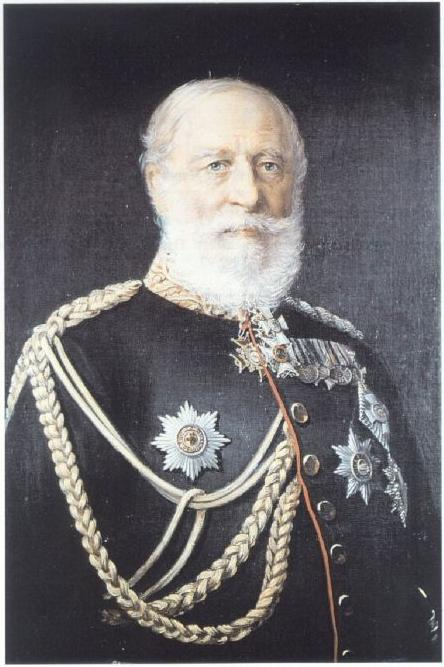
Ölportrait des Johann Jacob Baeyer, im GeoForschungszentrum Potsdam

1868/69 baute Stankiewicz eine Druckerei auf, die etwa drei Jahre später von einem von ihm eingestellten Geschäftsführer weiter betrieben wurde. Stankiewicz wollte fortan nur noch malen. 1874 wurde der Maler Paul Stankiewicz mit dem Ritterkreuz des Ordens der Italienischen Krone ausgezeichnet.
Der Künstler starb am 28. April 1897 in Schöneberg und wurde am 2. Mai 1897 auf dem Alten Schöneberger Friedhof beigesetzt. Er hinterließ seine Ehefrau Malwine Luise Wilhelmine Stankiewicz, geborene Krämer.